# Медио Кампидано (округ)
Округ Медио Кампидано (итал. Provincia di Medio Campidano, на месном говору, Provìncia de su Campidanu de Mesu) је округ у оквиру покрајине Сардинија у западној Италији. Седишта округа и највећа градска насеља су градови Санлури и Вилачидро.
Површина округа је 1.516 км², а број становника 103.436 (2008. године).

## Природне одлике
Округ Медио Кампидано чини западни део острва и историјске области Сардиније. Он се налази у западном делу државе, са изласком на Средоземно море на западу. Уз западном и средишњем делу се налази плодна равница Кампидано, по коме је округ и добио име. Источна половина округа је бреговита, на крајњем истоку и планинска - планине Ђенарђенту.

## Становништво
По последњим проценама из 2008. године у округу Медио Кампидано живи преко 100.000 становника. Густина насељености је мала, испод 70 ст/км². Равничарски делови округа су најбоље насељени. Планински део на истоку је ређе насељен и слабије развијен.
Поред претежног италијанског становништва у округу живе и известан број досељеника из свих делова света.

## Општине и насеља
У округу Медио Кампидано постоји 28 општина (итал. Comuni).
Најважнија градска насеља и седишта округа су градови Вилачидро (15.000 ст.) у јужном делу округа и Санлури (9.000 ст.) у источном делу округа.